# Georges Point
Der Georges Point (französisch Cap Georges) ist eine Landspitze, die das nördliche Ende der Rongé-Insel vor der Danco-Küste des Grahamlands im Norden der Antarktischen Halbinsel bildet. Sie liegt westlich der Arctowski-Halbinsel.
Teilnehmer der Belgica-Expedition (1897–1899) unter der Leitung des belgischen Polarforschers Adrien de Gerlache de Gomery entdeckten und kartierten sie am 3. Februar 1898. De Gerlache benannte sie vermutlich nach Georges Lecointe (1869–1929), dem Kapitän seines Forschungsschiffs Belgica. Im Zuge von Vermessungsarbeiten durch den Falkland Islands Dependencies Survey entschied sich das UK Antarctic Place-Names Committee im Jahr 1959 zu einer angepassten Übersetzung der Benennung ins Englische, die der Natur des geographischen Objekts besser entspricht.